# 건천역
건천역(Geoncheon station, 乾川驛)은 경상북도 경주시 건천읍 천포리에 있었던 중앙선의 철도역이었다.

## 역사
- 1918년 11월 1일 : 간이역으로 영업을 개시[1]
- 1919년 6월 24일 : 보통역으로 승격
- 2008년 1월 1일 : 여객 취급 중단
- 2008년 6월 1일 : 시간표 개정으로 여객 취급 재개
- 2011년 3월 1일 : 시간표를 기준으로 동대구역과 포항역을 오가는 무궁화호가 왕복 1일 8회 정차
- 2019년 10월 3일 : 태풍 미탁으로 열차 운행 중단[2]
- 2019년 10월 16일 : 열차 운행 재개[3]
- 2021년 12월 28일 : 폐역. 서면 심곡리로 이전한 신 아화역으로 여객 취급 이관.[4]